# Titularbistum Bononia
Bononia ist ein Titularbistum der römisch-katholischen Kirche.
Es geht zurück auf einen Bischofssitz in der Stadt Widin, die sich in der Spätantike in der römischen Provinz Dacia ripensis (heutiges Bulgarien) befand. Dieser Bischofssitz gehörte der Kirchenprovinz des Titularerzbistums Ratiaria an.
| Titularbischöfe von Bononia |                             |                                                                |                   |                  |
| Nr.                         | Name                        | Amt                                                            | von               | bis              |
| 1                           | Antoine Caillot             | Koadjutorbischof von Evreux (Frankreich)                       | 12. Dezember 1961 | 24. März 1964    |
| 2                           | John Burke                  | emeritierter Bischof von Simla und Chandigarh (Indien)         | 3. August 1966    | 24. Juli 1970    |
| 3                           | José Julio Aguilar García   | Prälat von Escuintla (Guatemala)                               | 5. Dezember 1970  | 2. November 1972 |
| 4                           | Pablo Antonio Vega Mantilla | Prälat von Juigalpa (Nicaragua)                                | 30. Januar 1973   | 30. April 1991   |
| 5                           | James Moriarty              | Weihbischof in Dublin (Irland)                                 | 26. Juni 1991     | 4. Juni 2002     |
| 6                           | Milan Šašik CM              | Apostolischer Administrator der Eparchie Mukatschewe (Ukraine) | 12. November 2002 | 17. März 2010    |
| 7                           | John Joseph McIntyre        | Weihbischof in Philadelphia (USA)                              | 8. Juni 2010      |                  |